# 嗅覚アート

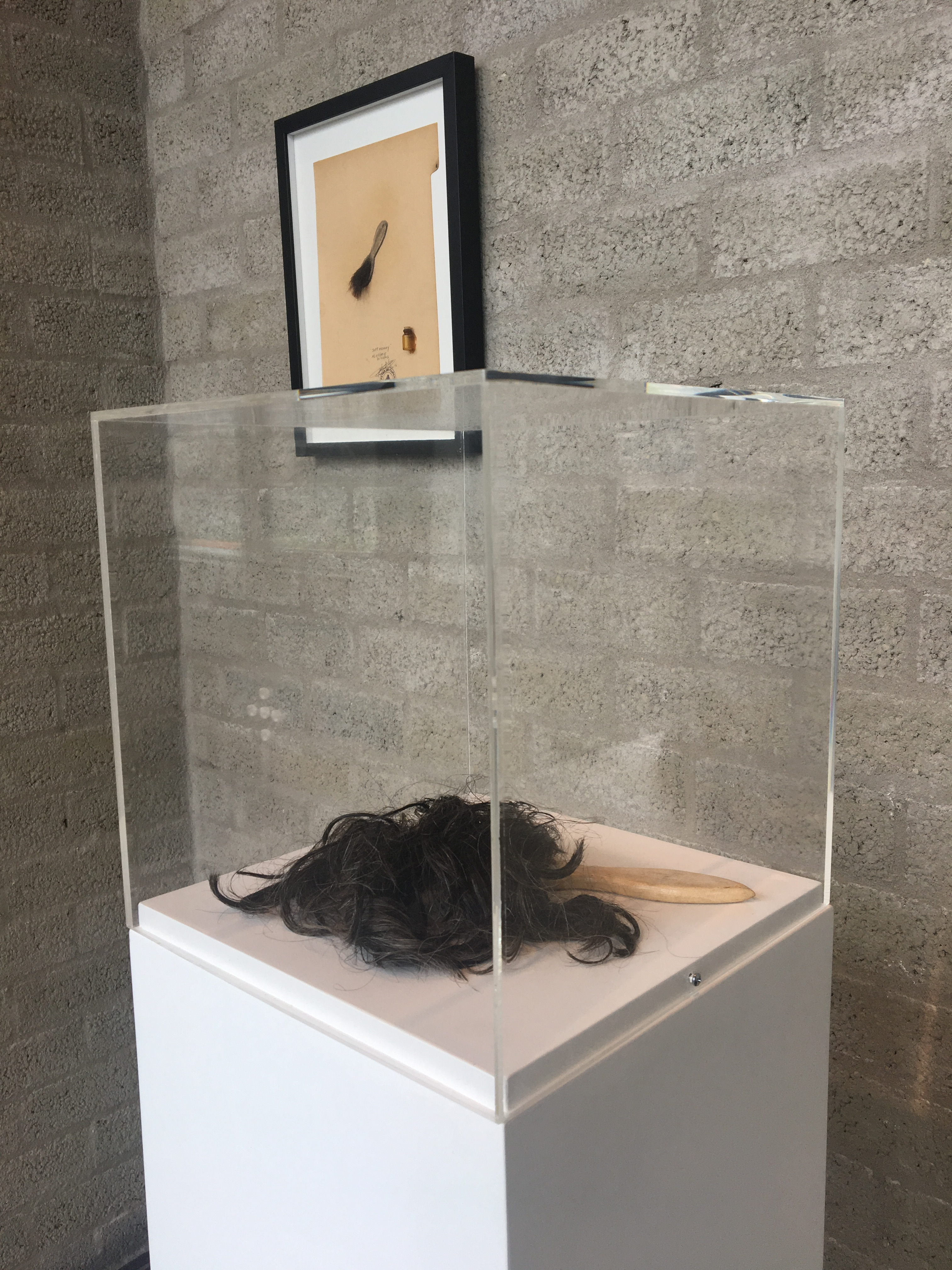
「ソフトメモリー」 - 第二次世界大戦の生存者が持っていた本物の髪の毛を使ったヘアブラシと火薬の香り。ピーター・ドゥ・クプルによる嗅覚アート。

嗅覚アート（Olfactory Art）とは、香りを媒体とした芸術形式の俗称であり、上田麻希 (Maki Ueda)が独自に提唱するアートジャンルであり。嗅覚アートという独立した形式が存在するわけではない。一般的にはメディアアート、インスタレーションアートとして分類される。
上田の定義によれば、嗅覚アートは香水をはじめとする、香りを利用した作品を指す。
このような嗅覚を用いた芸術形式は、少なくとも1980年から認められている。 マルセル・デュシャンは、アートに香りを使った最初のアーティストの一人である。 

## 嗅覚を用いたアートの例
1938年、詩人のバンジャマン・ペレが、マルセル・デュシャンが企画した「国際シュルレアリスム展」において、スクリーンの後ろでコーヒーを焙煎したが、これは嗅覚アートの最初の例のひとつと考えられる。(ブルース・アルトシューラー著『サロンからビエンナーレへ-美術史を創った展覧会』第1巻（1863-1959年）ハードカバー、2008年7月2日刊より)
1965年には香りだけで駒を識別できるチェスセットが斉藤陽子によってつくられた。「スパイスチェス」や「匂いのチェス」は、駒に香辛料や香りのついた液体を使用している。 スパイスチェスでは、黒のキングにはアサフェティダ、黒のクイーンにはカイエン、黒のビショップにはクミンの香りがつけられていた。 白の駒にはシナモンのポーン、ナツメグのルーク、ジンジャーのナイト、アニスの白のクイーンがあった。 
「香りの自画像 スケッチNo.1」は、1994年にクララ・アルシッティがスコットランドのグラスゴーにある現代美術センターで行った展示である。 モーションセンサーと香りのディスペンサーを備えた小さな特別な部屋で構成されていた。 この作品は芸術的にも技術的にも画期的なものであったと、アムステルダム自由大学とアムステルダム国立美術館の美術史家カロ・フェルベークは評価している。 
「グリーン・アリア：香りのオペラ」は、クリストフ・ラウダミエルがグッゲンハイム美術館で行った展示で、特別な「香りのマイク」を通して、20数種類の香りを148の座席に音楽と一緒に送った。 自然の香りをイメージした香りもあれば、「インダストリアル」や「絶対零度」と表現された香りもあった。 
「シラージュ」は、ブライアン・ゴルツェンロクターによる現在進行中の嗅覚のパブリックアートで、都市の住民に様々な地域に関連する匂いを挙げてもらい、その回答を彼がボトルの中で地域を代表する香りに変換する。このプロジェクトは美術館でのイベントで完結する。来場者は、自分が住んでいる地域の香りを吹きかけられ、異なる香りを持つ他の人と交流するよう促される。   2014年にはサンタモニカ美術館（現在はロサンゼルス現代美術館）で開催され、2016年には、ボルチモアのウォルターズ美術館で実現した。
「LacrimAu」は、チェコのアーティスト、フェデリコ・ディアスが上海で開催された展覧会に出展した作品で、高さ30インチの金色の涙型の物体が入ったガラスキューブの中に人が入る。ヘッドバンドを装着するとセンサーが脳波を読み取り、独自の香りに変換する。この作品は「驚くべき大ヒット」と評された。 

## アーティスト
- ピーター・ドゥ・クペル (Peter de Cupere)
- ウォルフガング・ゲオルグドルフ (Wolfgang Georgsdorf)
- アッジ・グラッサー (Azzi Glasser)
- ブライアン・ゴルツェンロクター (Brian Goeltzenleuchter)
- クリストフ・ロダミエル (Christophe Laudamiel)
- アニック・メナルド (Annick Ménardo)
- ガイル・ナルズ (Gayil Nalls)
- シセル・トラース (Sissel Tolaas)
- クララ・アルシッティ (Clara Ursitti)
- ガイ・ブルース (Guy Bleus)
- 上田麻希 (Maki Ueda)